# Poses (альбом)
Poses — второй студийный альбом канадо-американского исполнителя Руфуса Уэйнрайта, вышедший в 2001 году на лейбле DreamWorks. Альбом записывался совместно с большой командой профессионалов, таких как Пьер Марчанд, Грег Уэллс, Алекс Гиффорд, Этан Джонс и Дэминиан Л’Гассик.

## Список композиций
1. «Cigarettes and Chocolate Milk» — 4:44
2. «Greek Song» — 3:56
3. «Poses» — 5:02
4. «Shadows» (Alex Gifford, Wainwright) — 5:35
5. «California» — 3:23
6. «The Tower of Learning» — 4:47
7. «Grey Gardens» — 3:08
8. «Rebel Prince» — 3:44
9. «The Consort» — 4:25
10. «One Man Guy» (Loudon Wainwright III) — 3:31
11. «Evil Angel» — 4:43
12. «In a Graveyard» — 2:22
13. «Cigarettes and Chocolate Milk» (reprise) — 3:59

Bonus track
1. «Across the Universe» (Lennon/McCartney) — 4:10